# Stadtmuseum Gehrden
Der Stadtmuseum Gehrden ist ein Museum in Gehrden in der Region Hannover. Sein Sitz ist das denkmalgeschützte alte Brauhaus der Stadt.

## Geschichte
Im Jahr 1941 begründete der Gehrdener Konrektor und spätere Ehrenbürger August Kageler in einem Zimmer des Rathauses ein Stadtarchiv. Anfang der 1960er Jahre wurde das Archiv in das Rittergut Franzburg ausgelagert. Durch Einbruch, Diebstahl und Vandalismus gingen 1965 Teile der Archivbestände in dem baufälligen Gebäude verloren.
Verbunden mit einem Sach- und Geldspendenaufruf mietete die Stadt Gehrden im Jahr 1975 das alte Brauhaus. Nachdem 1982/83 der ehemalige Hopfenboden im Dachgeschoss ausgebaut wurde, hat das Stadtmuseum seit April 1984 seine heutige Ausstellungsfläche.
Eine Gruppe des Heimatbundes Gehrden übernahm im September 1999 die Museumsleitung. Die Stadt Gehrden stellt, Stand 2015, jährlich 15.000 Euro für die Gebäudeunterhaltung zur Verfügung.
Ab 2020 war das Museum geschlossen, zunächst wegen der COVID-19-Pandemie und später aus Kostengründen wegen der Energiekrise nach dem  russischen Überfall auf die Ukraine 2022 sowie wegen des Tods des ehrenamtlichen Museumsleiters. Nachdem die Bürgerstiftung Gehrden im Jahr 2025 Pläne zur Sanierung und Wiederbelebung des Museums vorlegte, wurde es im selben Jahr in beschränktem Umfang wieder eröffnet. Es kann monatlich einmal an einem Sonntag besucht werden.

## Gebäude
Das ehemalige Brauhaus wurde erbaut, nachdem 1665 ein Vorgängerbau an einem nicht bekannten Standort abgebrannt war. Es entstand abseits der Ortszentrums im Bereich des Suerser Tores als früherem Stadttor. Vermutlich wurde das Brauhaus als brandgefährdeter Betrieb als Steinbau und am Ortsrand errichtet. Das heute denkmalgeschützte Brauhaus ist das drittälteste erhaltene Gebäude Gehrdens. Älter sind nur die Margarethenkirche und der Ratskeller Gehrden.
Das Stadtmuseum an der Ecke Dammstraße/Brauereiweg ist ein eingeschossiger Bau mit hohem Sockelgeschoss. Das eigentümliche Dach besitzt beidseitig zwei durchgehende Schleppgauben mit Lüftungsöffnungen übereinander. Hauskanten, Tür- und Fensteröffnungen des Putzbaus sind aus scharriertem Sandstein gefertigt.
Die sechs Ausstellungsräume im Hauptgeschoss und im ausgebauten Dachboden sind nur über Treppen zu erreichen. Ein behindertengerechter Umbau oder der Einbau eines Treppenlifts werden aus Denkmalschutzgründen nicht genehmigt.

## Ausstellung
Im Stadtmuseum dokumentieren etwa 1000 Exponate die Gehrdener Geschichte.
Die Ausstellung reicht von Fossilien aus der Kreidezeit und archäologischen Funden aus Stein-, Bronze- und Eisenzeit bis zur Stadt- und Entwicklungsgeschichte von Gehrden und seinen Ortschaften sowie der des Calenberger Landes. Einen Schwerpunkt der Museumsausstellung bilden die Grabbeigaben aus den 1997 am Hang des Burgberges entdeckten merowingerzeitlichen Bestattungen von Gehrden aus dem 6./7. Jahrhundert. Ein weiterer Schwerpunkt ist der Schatzfund von Gehrden, zu dem  Nachprägungen der 30 gefundenen römischen Silbermünzen gezeigt werden.
Weiterer Ausstellungsschwerpunkte sind Gehrdens Vereine, die Feuerwehr und das Handwerk. Im Museum gibt es eine komplette Schmiede aus der Zeit von 1870 bis 1890, eine Tischlerwerkstatt und Stellmacherei von 1900, eine Schusterwerkstatt aus der Zeit von 1870 bis 1890 und viele Gegenstände aus dem bäuerlichen Leben.
Zwischen 1999 und 2015 fanden im Stadtmuseum 45 Sonderausstellungen statt, die auch aus dem Umland von Hannover Museumsbesucher anzogen.

## Besucher
Von 1999 bis 2017 hatte das Museum insgesamt 36.000 Besucher. Im Jahr 2017 waren es 1300.